# Sd.Kfz. 7
SdKfz 7 (Sonderkraftfahrzeug 7) bylo kolopásové vojenské vozidlo používané německým Wehrmachtem a Waffen SS během druhé světové války.
Počátky vozidla SdKfz 7 lze vysledovat k roku 1934, kdy vznikl požadavek na osmitunové kolopásové vozidlo. To se poprvé objevilo v roce 1938 a bylo určeno, že bude používáno zejména jako dělostřelecký tahač pro 88mm kanón Flak a 150 mm houfnice. Vozidlo bylo určeno pro přepravu 12 osob na sedačkách. V zadní části byl uzavřený prostor pro skladování munice. Tahač mohl táhnout návěs až 8000 kg těžký, byl vybaven i navijákem.

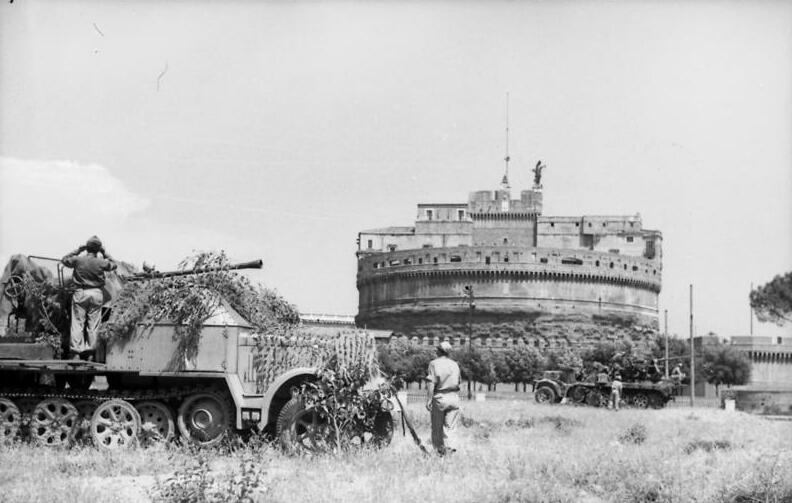
SdKfz 7/2 s Flakem v Římě

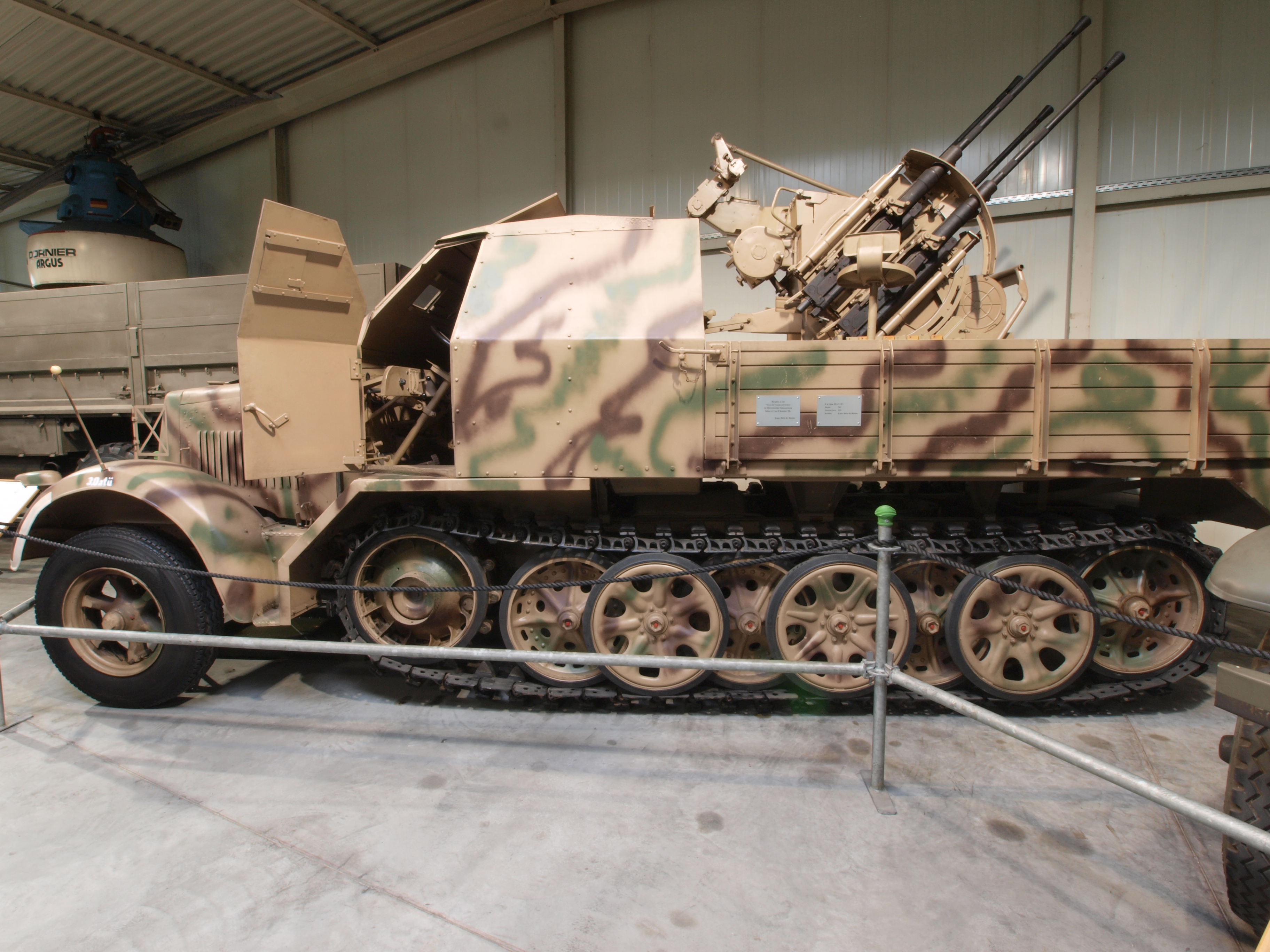
SdKfz 7/2 s Flakem v Muzeum německé obranné techniky Bundeswehru

## Varianty
- SdKfz 7 – základní nepancéřovaný typ používaný jako tahač
- SdKfz 7 / 1 – typ vyzbrojený 2cm protiletadlovým kanónem, do konce 1944 vyrobeno 750–800 kusů
- SdKfz 7 / 2 – typ vyzbrojený 3,7cm Flakem, do konce ledna 1945 vyrobeno přibližně 1000 kusů
- Breda 61 – licenčně vyráběná italská kopie, vyráběno v 1942–1944 250 kusů